# Ivana Kubešová
Ivana Kubešová (rozená Kleinová, později Walterová; * 26. května 1962, Šumperk) je bývalá československá a později česká atletka, běžkyně, která se specializovala na střední tratě.
S atletikou začínala v oddíle Lokomotiva Šumperk, v patnácti letech zaběhla 1500 metrů za 4:44,2, za další dva roky vylepšila svůj osobní rekord na této trati o 20 sekund. v 19 letech přestoupila do oddílu VŠ Praha. Do evropské špičky mílařek pronikla v roce 1983.
Na halovém ME 1983 v Budapešti vybojovala bronz v běhu na 1500 m. V témže roce se konalo v Helsinkách první MS v atletice. Na trati 1500 m doběhla ve finále na jedenáctém místě, na dvojnásobné trati nepostoupila z rozběhu. O rok později doběhla třetí na halovém evropském šampionátu v Göteborgu (3000 m) v čase 9:15,71.
V roce 1986 skončila těsně pod stupni vítězů, čtvrtá na ME v atletice ve Stuttgartu, kde startovala na patnáctistovce. Jejím největším úspěchem je stříbrná medaile z běhu na 1500 metrů, kterou získala v roce 1991 na halovém MS ve španělské Seville. Ve finále prohrála jen se sovětskou běžkyní Ljudmilou Rogačovovou, která cílem proběhla o jednu sekundu a 13 setin dříve.
Český rekord na trati 1500 metrů v hale z HMS 1991 v Seville (4:06,22) držela až do 12. února 2019, kdy jej překonala Simona Vrzalová (4:05,73).
Český rekord na trati 1500 metrů pod otevřeným nebem (4:01,84) z ME v Budapešti 1986 vydržel ještě déle. Na OH v Tokiu 4.8.2021 jej po téměř 35 letech překonala Kristiina Mäki (4:01,23).